# Nikola Ogramić Olovčić
Nikola Ogramić-Olovčić (Požega, 1635. - Đakovo, 14. kolovoza 1701.), bio je đakovačko-bosanski biskup (1669. – 1701.).

## Životopis
Nikola Ogramić-Olovčić rođen je u Požegi, 1635. godine. Kršten je imenom Franjo. Stupa u novicijat provincije Bosne Srebrene, gdje dobiva redovničko ime Nikola. Nećak je provincijala Bosne Srebrene Franje Ogramića. Radi izvrsnih sposobnosti poglavari ga šalju u Rim na studij. Studij započinje u Rimu u generalnoj kuriji franjevačkog reda Aracoeli, kako stoji u njegovoj molbi upućenoj Kongregaciji za širenje vjere od 1. prosinca 1662. Po završetku studija imenovan je generalnim lektorom za Bosnu Srebrenu. Po povratku zadržava se u Ljubljani, gdje je bilo jedno od učilišta za redovnički podmladak Bosne Srebrene. Predaje teologiju te crkveno i građansko pravo. 
Smrću prijašnjeg biskupa Marijana Maravića, car Leopold I. predložio ga je za đakovačko-bosanskog biskupa, po preporuci zagrebačkog biskupa Martina Borkovića. Godine 1671. papa Klement X. potvrđuje njegovo imenovanje. Biskup Ogramić najprije se smješta u Kreševu gdje podiže privremenu rezidenciju.  1672. godine polazi u vizitaciju svoje biskupije. Opširan prikaz stanja u biskupiji nalazi se u njegovom izvještaju Svetoj Stolici prilikom njegovog boravka u Rimu 1675. godine. 10. ožujka 1672. pri dolasku u Požegu, požeški paša ga zatvara po optužbom da je "izvidnik pape i kršćanskog cara".

### Oslobađenje Slavonije
Turskim porazom kod Beča 1683. polako slabi turska sila. Doznavši za poraz Ogramić odlazi u Linz caru Leopoldu I. te ga nagovara da nastavi s ratovanjem. Njegove intervencije su urodile plodom. U jesen 1684. naviješten je rat, a varaždinski general grof Jakov Leslie prelazi granicu i oslobađa Viroviticu. U razdoblju od 1685. do 1687. oslobođena su slavonska mjesta, Donji Miholjac, Našice, Valpovo, Osijek, Vukovar, Ilok. Među posljednjim mjestima oslobođena je Požega. Ogramić je kao biskup vršio službu vojnog svećenika te pratio vojsku u njenom pohodu. 

### Boravak u Đakovu
11. listopada 1690. po prvi puta Ogramićevi dopisi spominju Đakovo kao njegovu biskupsku rezidenciju. Nasuprot đakovačke tvrđave dizala se Hadži-pašina džamija koja Ogramiću služi kao katedralna crkva. U prvo vrijeme poslije oslobođenja biskup je boravio u Slavonskom Brodu, te posjećuje Đakovo. Od 1690. biskup je živio u Đakovu u kući pored crkve. Katedralu i rezidenciju zidat će njegov nasljednik Đuro Patačić, rezidenciju 1705., a katedralu 1708. U oslobođenoj biskupiji ostalo je samo sedam crkava koje nisu srušene. Crkva sv. Stjepana kralja u blizini vrpoljačkog groblja, sv. Nikole u Dubraviku blizini Topolja, Blažene Djevice Marije u Dragotinu, sv. Martina u Selcima, sv. Jurja u Slobodnoj Vlasti, sv. Bartola u Starim Mikanovcima, i sv. Kuzme i Damjana u okolini Drenja. Đakovo za tursko doba nije imalo svoju župu nego je pripadalo župi Selci, kojom su upravljali franjevci iz Našica. Prvi župnik koji se spominje 1695. je o. Ilija iz Modriče, a poslije njega o. Ivan Grličić iz Olova. Ogramić je održao dvije biskupijske sinode, prvu u Đakovu 1690. a drugu u Slavonskom Brodu 1697. Po zaključcima sinode u Slavonskom Brodu vidi se da je biskup želio uvesti red u biskupiju i provesti propise i odredbe tridentskog sabora. Spise koji su nastali za vrijeme biskupova boraka u Đakovu odnijeli su poslije njegove smrti po svjedočanstvu biskupa Petra Bakića činovnici Carske komore, zbog čega je teško rekonstruirati to razdoblje. 

### Borba za biskupiju
Darovnicom slavonskog hercega Kolomana iz 1239., bosanskim biskupa je pripalo Đakovo s okolinom koja se protezala u obliku trokuta od Đakova prema jugu do Save. Kralj Bela IV. potvrdio je darovnicu 1244. godine. Nakon toga spominje se Đakovo kao sjedište bosanskih biskupa koji dobivaju pridjevak de Diaco – đakovčki'. Tako je išlo do biskupa Jurja II. de Palina koji pogiba u mohačkoj bitci. Slavonija je prije turske okupacije bila podijeljena između više biskupija: zagrebačke, pečuške, srijemske i bosansko-đakovačke. Za vrijeme turske okupacije pastoralnu skrb su vodili franjevci, a biskupi su bili ili bosansko-đakovački ili beogradski. Pečuški je biskup živio u slobodnom kraju, a zagrebački biskup nije zalazio na okupirani teritorij, već je imao pod kraj turske okupacije svoje vikare za ovaj dio biskupije. Koncem sedamnaestog stoljeća postalo je aktualno pitanje granica biskupija. Borba se vodila između četiri biskupa, odnosno njihovih vikara, te Carske komore u Osijeku koja želi oduzeti srednjovjekovno đakovačko vlastelinstvo biskupu Ogramiću. Rasprava je riješena 1697. kada je car Leopold I. potvrdio da đakovačko vlastelinstvo pripada bosansko-đakovačkom biskupu i njegovim nasljednicima. Granice biskupije identične su granicama đakovačkog vlastelinstva. Odlučeno je to 1701. u Beču i Ostrogonu, a dobili su poslije i potvrdu iz Rima.

### Spisateljski rad
Za vrijeme boravka biskupa Ogramića u Đakovu 1696. tiska se u Rimu njegovo hagriografsko djelo: "Opuscula vitae, virtutum st miracolorum vener. Servi Dei, Fr. Sebastiani ab Apparatione O. M. de opservantie laici proffesi provinciae Mexicanae", koje je posvetio tadašnjem papi Inicentu XII.

### Smrt
Biskup Ogramić ubijen je u noći 14. kolovoza 1701. u svojoj kući koja je bila prislonjena na katedralu. Stara sakristija đakovačke sjemnišne crkve imala je na zidu križ koji je označavao mjesto ubojstva. Razlozi nisu poznati kao ni počinitelji. Farlati navodi da su ga ubili šizmatici i razbojnici, a bečki nuncij nadbiskup G. A. de Vida navodi da su ga ubili Rasciani radi novca. Biskup je pokopan u svojoj katedrali, ali mu je tijelo poslije preneseno 12. prosinca 1701. u našički samostan sv. Antuna otaca franjevaca, gdje se i danas nalazi u prezbiteriju crkve. Farlati u svome djelu "Ilirici sacri", IV. na 82. stranici navodi da se tijelo biskupa Nikole Ogramića nakon što je iz Đakova izvađeno i preneseno u Našice u crkvu sv. Antuna nije raspalo nego se čini kao da spava (quasi dormiens). U našičkoj crkvi podignut mu je i epitaf koji je dao izgraditi njegov nećak Erazmo Ogramić.
Kršćanskog mučenika fra Nikolu prema Martyrologiumu ubili su schismaticis Rascianis  iz mržnje prema rimokatoličkoj vjeri. U franjevačkom martirologiju Bosne Srebrene su i sljedeći mučenici koji su stradali istog nadnevka dvije godine poslije. Mučeničkom smrću nabijanjem na kolac za vjeru je posvjedočio fra Matej Pastur (Pečuh, Quinque Ecclesiis), a četvorica fratara su mučena: fra Luka Pastor blizu Banje Luke, fra Matej u Velikoj i fra Franjo kod Velike Kaniže.

### Epitaf
Epitaf đakovačkog biskupa. Ovdje leži u grobu predvodnik Olovčić, koga ubi nedužnog desnica neprijateljska. Brat Nikola Ogramić od Požege biskup đakovački, Reda svetog Franje od opsluživanja, član provincije Bosne srebrene, ubijen u svojoj katedrali u Đakovu 14. kolovoza 1701. godine.  Vodio je svoje ovce trideset godina, sjajući zracima nauke i svetosti.
Epitaphum Episcopi Diakovarensis. Hoc jace tin tumulo Praesul Plumbensis Inique Quem dedit innocuum dextera Inimica neci. Frater Nicolaus Ogramich a Possega Episcopus Diacoviensis Ordinis s. Francisci Obs. Prov.-iae Bosnae argentinae necatus est apud suam Cath. Diacovae die 14. Augusti Anno MDCCI. Ipse suis ovibus ter denis praefuit Annis Doctrinae radiis et pietate itens.

## Kronologija
- 1635. u Požegi – rođen
- 1662. 1. prosinca Aversano, molba za prijem na studi u Rimu
- 1664. 7. ožujka, Napulj, molba za studi u Salamanci u Španjolskoj
- 1662. u Rimu na studiju
- 1669. u Modriči na sastanku župnika
- 1969. car Leopold I ga izabire za biskupa
- 1671. Klement X. ga potvrđuje za biskupa
- 1672. 10. ožujka u Požegi
- 1672. 28. kolovoza u Fojnici na kapitulu
- 1673. 17. veljače u Fojnici
- 1673.14. ožujka u Fojnici, pismo beogradskom biskupu Mateju Benliću o uređenju granica
- 1673. 26. srpnja Đakovo
- 1973. 1 rujna Beč
- 1674. 8 ožujka u Fojnici
- 1675. u Rimu, ad limina
- 1677. Velika – prešao iz Bosne radi kuge
- 1678. Beč
- 1679. 24. lipnja u Olovu
- 1688. 28. ožujka u Beču
- 1688. 17. rujna u Cerniku
- 1690. 17. travnja u Kaptolu
- 1690. 11.studenog. u Đakovu, Prva biskupijska sinoda
- 1691. 27. siječnja u Koprivnici
- 1692. 14. sječnja u Đakovu
- 1696. u Rimu
- 1697. u Đakovu
- 1697. u Slavonskom Brodu, održao Drugu biskupijsku sinodu
- 1698. 21. travnja u Đakovu
- 1701. 14. kolovoza, ubijen u Đakovu